# Akka (hora)
Akka (severosámsky Áhkká, 2016 m n. m.) je hora ve Skandinávském pohoří. Nachází se v severním Švédsku v kraji Norrbotten na území komuny Gällivare. Leží v jihozápadní části Národního parku Stora Sjöfallet. S nadmořskou výškou 2016 m se jedná o pátou nejvyšší horu Švédska (osmou, pokud se počítají i vedlejší vrcholy).